# جوائو گالگو
جوائو گالگو (به لاتین: João Galego) یک روستا در دماغه سبز است.